# Hémiplasmie
 (novembre 2019).
Si vous disposez d'ouvrages ou d'articles de référence ou si vous connaissez des sites web de qualité traitant du thème abordé ici, merci de compléter l'article en donnant les références utiles à sa vérifiabilité et en les liant à la section « Notes et références ».
L'hémiplasmie caractérise une mitose où une cellule se divise en une cellule identique à elle-même et en une autre cellule différente. On parle de division hémiplastique.

## Exemple
On peut prendre comme exemple la division des spermatogonies Ad en spermatogonie Ad et Ap lors de la spermatogénèse.